# Südtiroler Bauernjugend
Die Südtiroler Bauernjugend (kurz SBJ) ist die Nachwuchs- und Jugendorganisation des Südtiroler Bauernbunds.

## Beschreibung
Die Südtiroler Bauernjugend ist eine selbständige, unabhängige und nicht gewinnorientierte Jugendorganisation. Die Organisation hat 152 Ortsgruppen, die sich auf die Bezirke Bozen (34), Eisacktal (24), Meran (27), Pustertal (28), Unterland (12) und Vinschgau (27) verteilen. Mit über 9.000 Mitgliedern (Stand: Jänner 2024) ist die Südtiroler Bauernjugend die größte Jugendorganisation Südtirols.
Seit ihrer Gründung 1969 spricht die SBJ nicht nur die bäuerliche, sondern die gesamte Landjugend an. Der ländliche Raum ist die Heimat dieser Jugend und die Südtiroler Bauernjugend gibt den vielen Jugendlichen die dort leben und ihre Zukunft gestalten wollen eine wichtige Stimme.
Daneben fördert die Jugendorganisation die Aus- und Weiterbildung ihrer Mitglieder im fachlichen und persönlichkeitsbildenden Bereich und setzt sich für eine aktive Freizeitgestaltung, für die Erhaltung von Kultur und Brauchtum unserer Heimat, für lebendige Dörfer und die Pflege der Landschaft ein.
Die Jugendorganisation wirft einen kritischen Blick auf politische und wirtschaftliche Fragen, bringt sich aktiv in die Diskussion ein und erarbeitet auch selbst Lösungsvorschläge zu aktuellen Fragen. Auch die Gleichstellung von Mädchen und Burschen ist der Jugendorganisation wichtig. Seit 1974 wird die Organisation durch diese Doppelfunktion in der Vereinsführung vertreten.
Höchstes Gremium ist die Landesleitung, die sich aus der Landesführung (siehe Infobox), den Bezirksobmännern und -leiterinnen, einem Vertreter des Südtiroler Bauernbunds, der Seniorenvereinigung, der Bäuerinnenorganisation und der SBJ-Weinfachgruppe und zwei Vertretern der Abteilung Landwirtschaft der Provinz Bozen zusammensetzt.
Die Mitgliedschaft können alle jungen Menschen zwischen 14 und 35 Jahren erwerben, die in der Landwirtschaft tätig sind oder als Freunde des Bauernstandes gelten.